# La clessidra di Aldibah
La clessidra di Aldibah è il terzo volume della serie La ragazza drago di Licia Troisi, uscito il 1º giugno 2010.

## Trama
È passato un mese dall'avventura in Benevento e Sofia e Lidja sono tornate a Castel Gandolfo insieme al professore dove, tra un allenamento e l'altro, hanno pure imparato ad evocare gli artigli dei loro draghi (oltre alle ali) nonché i loro più acuti sensi: vista ed udito.

Una sera la luce della gemma che protegge il quartier generale si spegne all';improvviso, riprendendo poi a brillare più fievolmente subito dopo. Qualcosa è successo ad un Draconiano!

Dopo alcune ricerche, il professore scopre che a Monaco di Baviera, sua terra natale, un ragazzino di 14 anni, Karl Lehmann, è morto in circostanze misteriose. Il gruppo si reca a Monaco per indagare.

Al funerale di Karl, Sofia, Lidja ed il professore fanno la conoscenza di Effi, madre adottiva di Karl e ultima Custode superstite oltre al professore.

Effi conferma che in effetti Karl era il quarto Draconiano nel quale albergava lo spirito di Aldibah, il saggio drago azzurro domatore del ghiaccio. Il ragazzo è stato ucciso da Nida dopo che si era recato da solo ad un appuntamento con lei per recuperare il proprio frutto.

La situazione è tragica: ogni frutto è legato ad un Draconiano e senza Karl il frutto di Aldibah non può essere attivato per far rinascere l'Albero del Mondo. Effi tuttavia ha una soluzione: lei, Sofia, Lidja e il professore useranno la Padrona dei Tempi, una magica clessidra costruita ai tempi di Draconia per tornare indietro nel tempo di 8 giorni, così da salvare la vita di Karl. Cambiare il tempo tuttavia è rischioso e complicato e la clessidra esige un prezzo che però Effi non rivela.

Tornato nel passato, il gruppo si divide i propri compiti: Sofia pedinerà il redivivo Karl, Lidja cercherà Nida per scoprire i suoi piani, mentre il professore ed Effi cercheranno di scoprire dove si trovi il frutto, chiusi in albergo ovviamente per evitare che Effi incontri la sé stessa del passato.

La missione di Sofia non porta a grandi risultati: Karl sembra non aver ancora conosciuto Nida e, pur se consapevole di essere un Draconiano, si rivela un tranquillo, paffuto e biondo ragazzino nerd con la passione per lo studio, i fumetti ed i videogiochi.

Lidja al contrario scopre che Nida si incontra con una misteriosa figura incappucciata che la sta aiutando a recuperare il frutto e a tramare contro Karl. Per caso sul luogo giunge anche Fabio che, spinto dal desiderio di vendetta, è giunto a Monaco pedinando Ratatoskr, anche lui in combutta con Nida. Fabio e Lidja vengono scoperti e sono costretti a fuggire, dopo aver rimediato qualche ferita.

La gioia di Sofia (da sempre innamorata di Fabio) è grande quando il ragazzo, informato sui fatti, decide di aiutarli.

La notte dopo, Nida anticipa i suoi piani e cerca di uccidere Karl nel sonno. Sofia è costretta ad intervenire, combattendo insieme a Karl che, contrariamente al proprio aspetto, si rivela un guerriero capace. Sventato il pericolo e messa in fuga Nida, Sofia è costretta a portare la Effi del passato e Karl al nuovo quartier generale dove i due vengono messi al corrente di ogni cosa.

Karl a questo punto rivela che in quei giorni stava avendo sogni premonitori sul luogo dove era nascosto il proprio frutto, ma che questi sogni venivano sempre interrotti, come se qualcuno li stesse interferendo; è chiaramente opera delle viverne! 

Seguendo perciò il suggerimento di Fabio, Sofia e Lidja catturano Nida in modo che il professore, usando un filtro della verità, possa interrogarla.
Ciò che Draconiani e Custodi scoprono dalla bocca del nemico è sconvolgente: Effi è la figura incappucciata alleata di Nida. Assoggettata al male grazie ad un embrione di viverna, ogni notte metteva una pozione nel latte di Karl in modo che i suoi sogni premonitori sull'ubicazione del frutto venissero risucchiati da un talismano in possesso di Ratatoskr. Effi, tuttavia, non ricorda nulla del proprio tradimento, proprio perché il suo amore per Karl le permetteva di avere momenti di lucidità e perché, una volta perso Karl nel futuro, era tornata sé stessa senza alcuna memoria dell'accaduto a causa del dolore.
In quel momento la Effi del passato prova ad uccidere Karl, ma la Effi del futuro riesce a fermarla frapponendosi fra lei ed il figlio adottivo. La delusione di Nidhoggr è talmente grande che la Effi del passato si disintegra sotto gli occhi di tutti, lasciando solo l'embrione di viverna.
Con una delicata operazione chirurgica allora il professore rimuove l'embrione anche alla Effi del futuro, liberandola definitivamente dalla possibilità di essere ancora assoggettata al male.
Nel frattempo Fabio, allontanatosi dal quartier generale per conto suo per cercare Ratatoskr, segue quest'ultimo sino al castello di Neuschwanstein, luogo dove si trova il frutto di Aldibah.
Dopo una dura lotta, Ratatoskr ha la meglio, poiché ha acquisito tramite un rito parte della forza dei Draconiani e riesce ad usare il frutto contro Fabio.
Il ragazzo allora torna acciaccato dai compagni e spiega loro l'accaduto. 
Tutti i Draconiani dunque si affidano alle visioni di Karl per scovare Ratatoskr e il frutto di Aldibah, scoprendo che devono tornare a Marienplatz, là dove in futuro Karl dovrebbe morire.
Vi si recano tutti, compresi Effi ed il professore.
Scoppia una violenta battaglia tra i Draconiani e Ratatoskr, ma, proprio quando i primi sembrano avere la meglio, Nida, liberatasi dalla sua prigionia, lancia un colpo letale contro Karl.
Effi tuttavia si mette in mezzo, consapevole che per cambiare il futuro, la Padrona dei Tempi richiede il sacrificio di un'altra vita e così, per salvare Karl, la Custode plagiata dalle viverne sacrifica sé stessa, morendo.
Fabio alla fine ha modo di scontrarsi faccia a faccia con Ratatoskr e riesce ad ucciderlo, ma la vendetta si dimostra meno dolce del previsto.
La vittoria è dei draghi, ma, cambiato il corso del tempo, la Padrona dei Tempi li reclama a sé: Sofia, Lidja ed il professore si risvegliano a Roma con il frutto di Aldibah, Karl è ormai orfano a Monaco e li raggiungerà presto, mentre Fabio, ancora una volta, è scomparso in attesa di unirsi a loro nella prossima missione.

## Personaggi

### Draconiani
Sofia Schlafen: ragazzina di 14 anni, insicura ma generosa e capace di un coraggio inaspettato nei momenti difficili, adottata dal professor Schlafen che per lei è a tutti gli effetti come un padre. Ha i capelli ricci e rossi, due grandi occhi verdi e svariate lentiggini attorno al naso. È la protagonista della storia. Dentro di lei risiede lo spirito di Thuban, il drago con il potere della vita. Può infatti far crescere liane e piante che usa per immobilizzare gli avversari, o per attaccare. S'innamora a prima vista di Fabio e ha per migliore amica Lidja.
Lidja: ragazza di 14 anni e fin dall'inizio si dimostra la più coraggiosa del gruppo. È descritta come molto carina, atletica, con lunghi capelli corvini ed occhi scuri. Fa la trapezista nel circo natio sino al suo trasferimento a casa del professore. Dentro di lei risiede lo spirito di Rastaban, il migliore amico di Thuban. Lidja ha il potere della telepatia e della telecinesi (anche se per combattere usa solo la seconda).
È la migliore amica di Sofia, mentre a causa del suo carattere leale fatica ad andare d'accordo con l'incostante Fabio.
Fabio Szilard: ragazzo di 16 anni, alto, magro, con voluminosi ricci scuri ed occhi neri. In lui alberga Eltanin, il drago che doma il fuoco e che in passato per un po' aveva combattuto con Nidhoggr, tradendo i suoi amici prima di pentirsi. Ha un carattere forte e solitario, tanto che spesso preferisce agire da solo, o usare mezzi che normalmente gli altri Draconiani non considerano etici. La sua indole tormentata è dovuta al suo difficile passato ed al suo trascorso di traditore. I suoi poteri sono quelli più sviluppati e pericolosi. Cerca più volte la vendetta contro Ratatoskr, riuscendo ad ucciderlo alla fine del libro. Ignora i sentimenti di Sofia anche se del gruppo è quella che preferisce per la sua timidezza e per il fatto che si sono salvati reciprocamente la vita in passato. Si punzecchia invece spesso con Lidja con cui fatica a collaborare.
Karl Lehmann: ragazzino di 14 anni in cui alberga lo spirito di Aldibah, il drago che comanda il ghiaccio. Paffuto, biondo, occhi azzurri e con grandi occhiali, Karl è lo stereotipo del ragazzino tedesco e infatti vive a Monaco di Baviera con la madre adottiva Effi. Karl è un nerd indefesso, amante delle ricerche, dello studio, dei fumetti e dei videogiochi, ma è anche capace di estrema lucidità di analisi e di combattimento quando usa i suoi poteri di Draconiano contro i nemici. Essendo cresciuto con la Custode Effi, infatti, sa già tutto della missione e dei propri poteri. Purtroppo in un primo momento verrà ucciso da Nida, tant'è che Sofia ed i suoi amici dovranno affrontare un periglioso viaggio nel passato per scongiurare l'infausto evento. Alla fine Karl verrà salvato e si trasferirà a vivere a Castel Gandolfo insieme a Lidja e Sofia.

### Custodi
Professore Schlafen: È un eccentrico professore di antropologia di origini tedesche, padre adottivo di Sofia. Si veste sempre come un uomo dell'Ottocento ed abita in un'isolata e suggestiva villa vicino al Lago d'Albano. In verità è la reincarnazione di un'antica casta di sacerdoti di Draconia, i Custodi. Ama Sofia come una figlia, ma in generale è un buon mentore per tutti i Draconiani. Dopo la morte di Effi rimarrà l'ultimo Custode ancora vivo sulla Terra.

### Draghi
Thuban: capo dei Draghi Guardiani, è un drago di colore verde smeraldo con il potere della vita. Comanda le piante e la clorofilla dell'Albero del Mondo, letale per le viverne e benefica per i draghi. Fu l'ultimo a cadere in battaglia dopo aver imprigionato Nidhoggr. Prima di morire infuse il suo spirito in Lung, un avo di Sofia. Sofia condivide con lui pensieri e ricordi.
Rastaban: il più fedele e leale dei Draghi Guardiani e miglior amico di Thuban. Controlla il potere della telecinesi e della telepatia. È di colore rosso magenta. All'epoca della guerra tra draghi e viverne era considerato un punto fermo nella resistenza dei draghi, il che fa pensare che fosse il combattente più disciplinato e sicuramente più convinto della causa. Fu il primo a morire, ucciso da Nidhoggr sotto gli occhi di Thuban.
Eltanin: drago giallo-dorato con il potere del fuoco che non può bruciargli la carne. Era il drago più giovane, impulsivo ed ambizioso dei cinque. Consapevolmente tradì i suoi compagni quando Nidhoggr gli promise più potere se si fosse votato alla causa delle viverne e gli consegnò parte della linfa dell'Albero del Mondo per riuscire a penetrare le difese dell'arbusto e divorarne le radici. Si pentì tuttavia grazie ad Idhunn, la Custode umana che per lui era come una sorella, e riscattò il proprio errore nascondendo il frutto che gli apparteneva e ribellandosi alle viverne.
Aldibah: drago azzurro domatore del ghiaccio, considerato il più razionale e riflessivo dei draghi Guardiani. Quando i Neutrali, gli umani che non volevano stare né dalla parte delle viverne né dalla parte dei draghi, nascosero la Padrona dei Tempi, fu lui a ritrovare la magica clessidra. Cercò di evitare la guerra viaggiando a ritroso nel tempo, fallendo però nell'impresa. Comprendendo la pericolosità della clessidra, Aldibah ordinò che fosse distrutta, ignaro che i Custodi preferirono nasconderla e conservarla per il futuro. Ha un'ottima empatia con Karl a cui trasmette molti sogni profetici sul luogo ove si trova il proprio frutto.

### Antagonisti
Nidafjoll: anche detta "Nida", è una delle promanazioni terrene di Nidhoggr. Anche se appare come una bella ragazza ventenne con un caschetto biondo, è in realtà una viverna nera in grado di scatenare fiamme fredde come ghiaccio. In questo libro determina in un primo tempo la morte di Karl, poi alla fine, al posto di quest'ultimo, causerà la morte di Effi. In particolare, plagerà quest'ultima attraverso un embrione di viverna che la rende un inconsapevole Assoggettata con momenti di incoscienza.
Ratatoskr: altra promanazione terrena di Nidhoggr. Ha l'aspetto di un bel ragazzo ventenne, ben vestito e dai modi affettati. In realtà è anche lui una viverna nera. In questo libro il suo bell'aspetto è deturpato da numerose cicatrici (inflitte da Nidhoggr per il suo fallimento a Benevento) che ne svelano la vera natura. Giunge a Monaco per aiutare Nida a recuperare il frutto di Aldibah, ignaro di essere pedinato da Fabio. Viene alla fine ucciso da quest'ultimo.
Nidhoggr: è il nemico supremo, la Grande Viverna simbolo del male e dell'odio, imprigionata da Thuban sottoterra dopo la battaglia finale. Nonostante l'indebolimento del sigillo, non può ancora manifestarsi sulla terra, per questo si serve di Nida e Ratatoskr che sono sue promanazioni in grado anche di assumere aspetto umano. Sebbene Nidhoggr li chiami "figli", in realtà i due sono da lui considerati servi-sottoposti, al di poco superiori agli umani, che la Grande Viverna non esita a punire crudelmente in caso di fallimento. I due lo evocano di tanto in tanto per riferirgli l'esito delle rispettive missioni.

## Personaggi presenti in questo libro
Effi Lehmann: madre adottiva di Karl e ultima Custode superstite oltre al professore. Sapeva della sua missione sin da tenera età, per questo, pur amando moltissimo il figlio adottivo, venne plagiata da Nida che fece leva sulla sua solitudine e sulla sua stanchezza. Effi infatti viene assoggettata mediante un embrione di viverna che la renderà un'inconsapevole alleata di Nida: quando non è in sé, collabora con i nemici sino a decretare in un primo tempo la morte del figlio adottivo. Fortunatamente si rivela anche una preziosa alleata perché nei momenti in cui è libera dall'assoggettamento collabora con i Draconiani fornendo loro la Padrona dei Tempi, e, una volta tornata indietro nel tempo, salva pure la vita di Karl dall'attacco della sé stessa del passato. Purtroppo morirà alla fine del libro, sacrificando la sua vita al posto di quella dell'amato Karl, impedendo così definitivamente la morte del Draconiano. Instaura un legame particolare con Schlafen, anche se ciò determina in un primo momento la gelosia di Sofia.

## Edizioni
- Licia Troisi, La clessidra di Aldibah, Saghe fantasy, Arnoldo Mondadori Editore, 2010, ISBN 978-88-04-60049-7.